# Galáxia Anã de Tucana
A galáxia Anã de Tucana é uma galáxia anã na direção da constelação de Tucana. Ela foi descoberta por R. J. Lavrey em 1990 no Observatório Monte Stromlo.